# Jasper Philipsen
Jasper Philipsen (Mol, Bélgica, 2 de março de 1998) é um ciclista profissional belga que milita na equipa Aupecin-Deuceninck

## Palmarés
- 2017
  - Triptyque des Monts et Châteaux, mais 1 etapa
  - 1 etapa do Giro Ciclistico d'Italia
  - 1 etapa do Tour de Alsacia
  - 1 etapa do Tour de Olympia
  - Paris-Tours sub-23

- 2018
  - Triptyque des Monts et Châteaux, mais 2 etapas
  - 1 etapa do Giro Ciclistico d'Itália
  - 1 etapa do Tour de Utah
  - Gylne Gutuer

- 2019
  - 1 etapa do Tour Down Under

- 2020
  - 1 etapa do Tour de Limusino[1]
  - 1 etapa do BinckBank Tour
  - 1 etapa da Volta a Espanha[2]

- 2024
  - 1 etapa do Tour de France

## Resultados em Grandes Voltas
| Corrida | Corrida         | 2018 | 2019 | 2020 |
| ------- | --------------- | ---- | ---- | ---- |
|         | Giro d'Italia   | —    | —    | —    |
|         | Tour de France  | —    | Ab.  | —    |
|         | Volta a Espanha | —    | —    |      |

—: não participa
Ab.: abandono

## Equipas
- Hagens Berman Axeon (2018)[3]
- UAE Emirates (2019-)